# Trolejbusy w Homlu
Trolejbusy w Homlu – system komunikacji trolejbusowej działający w białoruskim mieście Homel.
Trolejbusy w Homlu uruchomiono 20 maja 1962. Obecnie sieć trolejbusowa składa się z 146 km tras, 19 podstacji trakcyjnych i 2 zajezdni.

## Zajezdnie
W Homlu istnieją dwie zajezdnie. W obu zajezdniach jest łącznie 225 miejsc dla trolejbusów.
- Zajezdni trolejbusowa nr 1 – otwarta w 1962, obsługuje 129 trolejbusów
- Zajezdnia trolejbusowa nr 2 – otwarta w 1975, obsługuje 106 trolejbusów

## Linie
W mieście istnieje 30 linii trolejbusowych:
- 1: Wokzal – Hidropriwod
- 2: Technicieskij uniwersitet (linia okólna kursująca przez pr. Październikowy - Bogdana Chmielnickiego - Poleską - Sowiecką - Pracowniczą - Międzynarodówki - Barykina - Bogdana Chmielnickiego - pr. Październikowy)
- 3: Zawod „Kristall” – Solnecznaja
- 4: Wokzal – ZLiN
- 5: Wokzal – Zawod „Kristall”
- 6: Chimzawod (linia okólna kursująca przez Chimzawodzką - Objazdową - pr. Rzeczycy - Międzymiastową - pr. Październikowy - Bogdana Chmielnickiego - Barykina - Objazdową - Chimzawodzką)
- 7: Wokzal – Chimzawod
- 7а: Wokzal – Centrolit
- 8: Technicieskij uniwersitet (linia okólna kursująca przez pr. Październikowy - Bogdana Chmielnickiego - Barykina - Międzynarodówki - Pracowniczą - Sowiecką - Poleską - Bogdana Chmielnickiego - pr. Październikowy)
- 9: Mikrorejon „Klionkowskij” – Hidropriwod
- 10: Wokzal – Zawod samochodnych kombajnow
- 11б: Solnecznaja – ZLiN
- 11: Technicieskij uniwersitet – ZLiN
- 12: Hidropriwod – Solnecznaja
- 12a: Hidropriwod – Technicieskij uniwersitet
- 14: Chimzawod (linia okólna kursująca przez Chimzawodzką - Objazdową - Barykina - Bogdana Chmielnickiego - pr. Październikowy - Międzymiastową - pr. Rzeczycy - Objazdową - Chimzawodzką)
- 15: Wokzal – Wolotowa
- 16: Wokzal – Mikrorejon „Klionkowskij”
- 17: Mikrorejon „Klionkowskij” – Stadion „Homselmasz”
- 18: Zawod „Kristall” – Stadion „Homselmasz”
- 19: Wokzal – Solnecznaja przez pr. Pobiedy - Sowiecką - Poleską - Bogdana Chmielnickiego - Barykina - pr. Rzeczycy
- 19a: Wokzal – Park „Festiwalnyj”
- 20: Hidropriwod – Solnecznaja
- 21: Wolotowa – Zawod samochodnych kombajnow
- 22: Wokzal – Solnecznaja przez pr. Lenina - Międzynarodówki - Barykina - Bogdana Chmielnickiego - pr. Październikowy - Międzymiastową - pr. Rzeczycy
- 22a: Wokzal – Technicieskij uniwersitet
- 23: Wolotowa – Chimzawod
- 24: Mikrorejon „Klionkowskij” – Solnecznaja
- 25: Mikrorejon „Klionkowskij” – Solnecznaja

## Tabor
Pierwszymi eksploatowanymi trolejbusami w Homlu były trolejbusy typu ZiU-5. W 2010 eksploatowano trolejbus AKSM-420. Obecnie w eksploatacji znajduje się 240 trolejbusów:
- AKSM-321 – 155 trolejbusy
- AKSM-201 – 79 trolejbusów
- MAZ-203T – 1 trolejbusów
- AKSM-213 – 1 trolejbus